# Malause
Malause – miejscowość i gmina we Francji, w regionie Oksytania, w departamencie Tarn i Garonna.
Według danych na rok 1990 gminę zamieszkiwały 843 osoby, a gęstość zaludnienia wynosiła 71 osób/km² (wśród 3020 gmin regionu Midi-Pireneje Malause plasuje się na 394. miejscu pod względem liczby ludności, natomiast pod względem powierzchni na miejscu 960.).